# 宜山路站
宜山路站位于中华人民共和国上海市徐汇区凯旋路，宜山路與徐虹路之間，是上海地铁3号线、4号线与9号线的地铁换乘站。不同于其他3、4号线共线的站点，本站3、4号线使用不同的站台区域，不能实现同一站台面上下的“零换乘”。

## 車站結構
3号线宜山路站位于凯旋路，宜山路與徐虹路之間，为南北走向的高架侧式车站，站台层位于地上3层；4号线宜山路站亦位于凯旋路，宜山路與徐虹路之間，为南北走向的地下岛式车站，站台层位于地下2层；9号线宜山路站位于宜山路，中山西路凯旋路之間，为东西走向的地下岛式车站，站台层位于地下4层。
9号线宜山路站全长285.8米，标准段宽21.2米，标准段深48米。站台层位于地下4层，为岛式站台，並设有換乘通道連接3、4号线车站。由于建设进度问题，9号线宜山路站于2007年底才结构封顶，因此並未跟隨2007年12月29日開通的9号线一期啟用，而是在2008年12月28日才啟用。。

### 车站楼层
| 地上三层 | 侧式站台，右侧开门 | 侧式站台，右侧开门                           | 侧式站台，右侧开门 | 侧式站台，右侧开门 |
|          |                    | █ 3号线 往上海南站（漕溪路）                 |                    |                    |
|          |                    | █ 3号线 往江杨北路（虹桥路）                 |                    |                    |
|          | 侧式站台，右侧开门 |                                              |                    |                    |
| 地上二层 | 3号线站厅          | 票务服务、自动售票机、人工服务台             |                    |                    |
| 地面层   | 3号线站厅及出入口  | 1-11出入口、票务服务、自动售票机、人工服务台 |                    |                    |
| 地下一层 | 4号线站厅          | 票务服务、自动售票机、人工服务台             |                    |                    |
| 地下二层 | 9号线夹层站厅      |                                              |                    |                    |
|          |                    | █ 4号线 外环（上海体育馆）                   |                    |                    |
|          | 岛式站台，左侧开门 |                                              |                    |                    |
|          |                    | █ 4号线 内环（虹桥路）                       |                    |                    |
| 地下三层 | 9号线站厅          | 票务服务、自动售票机、人工服务台             |                    |                    |
| 地下四层 | ①站台              | █ 9号线 往上海松江站（桂林路）               |                    |                    |
|          | 岛式站台，左侧开门 |                                              |                    |                    |
|          | ②站台              | █ 9号线 往曹路（徐家汇）                     |                    |                    |

### 换乘方式
三线车站通过宜山路凯旋路东北侧的地下换乘通道连接。
- 3号线、4号线和9号线经由地下的换乘通道站内换乘。
- 3号线、4号线和9号线继续保留原有的虚拟换乘，持有公交卡的乘客也可进行出站換乘，里程连续计算。

原计划宜山路站在9号线车站启用之时，可通过宜山路公交枢纽的地下换乘通道实现三线换乘。但由于宜山路公交枢纽建设进度问题，车站一条临时的地面换乘通道实现9号线和3号线的站内换乘，而3号线和4号线、9号线和4号线在宜山路站的换乘仍将沿用现有的仅限公交卡的虚拟出站换乘。2010年12月28日，三线站内换乘通道开通，虚拟换乘取消。2011年1月24日，3号线南北两个站厅通过改造实现贯通，出站闸机移至一层。2011年5月10日，3号线站厅中部增设围栏，形成“逆时针”换乘的新方案。其中南厅用于9号线换乘3号线，北厅用于3号线换乘4、9号线。
宜山路站临时换乘通道由于没有自动扶梯和通风设备，遭到乘客批评，尤其是每年夏天容易有闷热感，一些乘客以“蔬菜大棚”为名讽刺。2023年7月23日，宜山路站临时换乘通道加装24台电风扇，另外在通道一侧的墙面贴上部分“鸡汤式”标语，但因这些标语被部分乘客反感引起争议，于7月24日迅速撤除。通道周边相关开发项目负责人表示，地下换乘通道已确定由该企业代建其土建结构部分，已经于7月开工。此后在8月3日又安装了18台冷风机。
宜山路站的永久换乘通道已于2023年10月24日立项。2024年4月3日起，为配合永久换乘通道中连接3号线站厅南侧通道的建设，临时通道至4号线站厅段封闭，同时移去隔断3号线站厅的围栏，4、9号线之间进行换乘需绕行3号线站厅。2024年6月22日，9号线与3、4号线的正式地下换乘通道开通，并取代原地面临时通道。临时通道停止使用后，将拆除并恢复为地面道路及绿化景观。
- 地面临时换乘通道於2008年12月28日啟用，2024年6月22日起停用。
- 地面临时换乘通道内部
- 地面临时换乘通道内部
- 2024年6月22日起启用的地下换乘通道内部
- 地下换乘通道内部

## 使用情況
4号线环线运营開始，四号线宜山路站會作为列车数增减时的临时终点站，乘坐到回库列车（以宜山路站為終站）的乘客需在本站下车等待后续列车。
目前，宜山路站同时作为末班车终到站及首班车始发站。而在2009年9月28日前，首班内圈列车始发站为大木桥路站。同时，由于上行车站是与3号线并线的虹桥路站，车流密度大。因此经常有4号线列车在宜山路站进行长时间停车，以等待前方车站区间信号开放。

## 车站出口
宜山路站共有11个出入口，其中1-2号口连通3号线站厅，3-6号口连通4号线站厅，7-11号口连通9号线站厅。各出入口如下所示：
| 出口编号            | 出口指示                           | 照片           |
| 连通 3号线站厅      | 连通 3号线站厅                     | 连通 3号线站厅 |
| ------------------- | ---------------------------------- | -------------- |
| 1 · 出口            | 宜山路，徐虹北路，凯旋路，柿子湾路 |                |
| 2 · 出口 · （设有） | 宜山路                             |                |
| 连通 4号线站厅      |                                    |                |
| 3 · 出口            | 凯旋路，宜山路                     |                |
| 4 · 出口 · （设有） | 凯旋路                             |                |
| 5 · 出口            | 凯旋路，徐虹北路                   |                |
| 6 · 出口            | 凯旋路                             |                |
| 连通 9号线站厅      |                                    |                |
| 7 · 出口 · （设有） | 宜山路                             |                |
| 8 · 出口            | 宜山路，中山西路                   |                |
| 9 · 出口            | 宜山路，中山西路                   |                |
| 10 · 出口           | 宜山路，古宜路                     |                |
| 11 · 出口           | 古宜路                             |                |
| 图例： 设有         |                                    |                |

## 接驳交通

### 公交
73、76、87、89、93、122、138、171、205、224、236、251、252、303、712、721、732、808、830、909、927、931、938

## 圖片
- 安装半高屏蔽门前的3号线站台（2008年）
- 3号线站台往虹桥路方向路軌
- 3号线站厅南付費區
- 3号线站房
- 4号线4号口北侧的公交车站
- 4号线站台
- 4号线站台末端
- 宜山路站9号线B3层站厅